# Мальтузианство
Мальтузианство — демографическая и экономическая теория, созданная в конце XVIII века английским учёным Томасом Робертом Мальтусом. Согласно этой теории, население, если его рост ничем не сдерживается, увеличивается в геометрической прогрессии (стремится к удвоению каждые 25 лет), тогда как производство средств существования (прежде всего, продуктов питания) — лишь в арифметической, что неминуемо приведёт к голоду и другим социальным потрясениям. Ситуация, когда рост населения обгоняет рост производства средств существования, называется «мальтузианской ловушкой». Свои идеи Мальтус изложил в 1798 году в эссе «Опыт закона о народонаселении». Мальтузианство противоречило оптимистичным теориям социальных реформаторов Кондорсе, Годвина и Оуэна. Эмпирически теория подтверждалась для доиндустриальных стран, с началом же промышленной революции она перестала соответствовать фактическим данным. Теория оказала значительное влияние на Чарльза Дарвина и Джона Мейнарда Кейнса. В настоящее время мальтузианство рассматривается как важная составная часть классической экономической теории. Теория подвергалась критике со стороны марксистов, либертарианцев и институционалистов.
Мальтус не учитывал начавшийся в странах Западной Европы и США во второй половине XIX века демографический переход — быстрое снижение рождаемости в индустриальном обществе до уровня замещения поколений, разработку и появление новых источников ресурсов — за счёт развития техники и технологий, «зелёной революции».

Мальтус опасался, что производство пищи может не справиться с быстрым ростом населения

## Происхождение и связь с другими теориями
В 1798 году Мальтус анонимно опубликовал свой знаменитый «Опыт закона о народонаселении». Это эссе было частью продолжавшейся интеллектуальной дискуссии в конце XVIII века о происхождении бедности. «Принцип народонаселения» был специально написан как опровержение теорий таких мыслителей, как Уильям Годвин, Роберт Оуэн и маркиз де Кондорсе, а также собственного отца Мальтуса, который верил в совершенство человечества. В отличие от них Мальтус полагал, что при отсутствии войн и болезней человечество воспроизводится слишком быстро. Из-за биологической потребности человека к продолжению рода, численность населения постоянно растёт, пока для этого есть источники средств существования, которыми оно ограничено. При этом рост народонаселения, по его мнению, может быть остановлен лишь встречными причинами, которые сводятся к нравственному воздержанию или несчастьям (войны, эпидемии, голод).
Мнение Мальтуса о склонности рабочего класса к быстрому размножению и его вера в то, что именно это, а не эксплуатация капиталистами, привели его к бедности, вызвали широкую критику его теории.
Мальтус пересмотрел свои теории в более поздних выпусках «Эссе о принципах народонаселения», приняв более оптимистичный тон, хотя в отношении его пересмотров существуют некоторые научные споры. По словам Дана Ритчела из Центра исторического образования в Университете Мэриленда:
Большим мальтузианским страхом было то, что «неизбирательная благотворительность» приведет к экспоненциальному росту населения в бедности, увеличит расходы на государственный бюджет для поддержки этой растущей армии иждивенцев и, в конечном итоге, к катастрофе национального банкротства. Хотя мальтузианство с тех пор стало отождествляться с проблемой общего перенаселения, первоначальная озабоченность мальтузианцев была более конкретно связана со страхом перед перенаселением зависимых бедных.
«Эссе» Мальтуса было также ответом на Великую французскую революцию, так как угроза распространения революционных идей вызывала большую обеспокоенность дворян-землевладельцев Англии и всей Европы. Мальтус был убеждён, что крестьяне и рабочие сами своим неразумным размножением лишают себя источников средств существования, подталкивая себя к бунтам и революциям. Он считал, что не имеет смысла платить рабочим больше прожиточного минимума, так как рост благосостояния лишь подстегнёт их рождаемость и снова приведёт их семьи к порочному кругу голода и нищеты.
Одной из сторонниц мальтузианства была экономист и социолог Гарриет Мартино, в чей круг знакомых входил Чарльз Дарвин, на которого идеи Мальтуса оказали значительное влияние. Дарвин был впечатлён идеей о том, что рост населения в конечном итоге приведёт к большему количеству индивидуумов, чем сможет прокормить окружающая среда, люди будут вынуждены конкурировать за средства к существованию. Это привело его к предположению, что организмы, обладающие относительным преимуществом в борьбе за выживание и размножение, смогут передавать свои характеристики, ответственные за эти преимущества, дальнейшим поколениям. Сторонники мальтузианства, в свою очередь, находились под влиянием идей Дарвина, обе школы стали влиять на евгенику. Генри Фэйрфилд Осборн-младший выступал за «гуманный отбор при помощи гуманного контроля над рождаемостью», чтобы избежать мальтузианской катастрофы, устранив «негодных». Развитием этих идей стал «социальный дарвинизм».
Работы Мальтуса оказали значительное влияние и на Джона Мейнарда Кейнса, которого считают основателем классической макроэкономики. Кейнс ставил в заслугу Мальтусу предвосхищение принципа «эффективного спроса».
Популярность мальтузианства начала уменьшаться начиная с середины XIX века, главным образом в результате технического прогресса, открытия новых территорий для сельского хозяйства в Новом Свете и расширения международной торговли. Начиная со второй половины XX века мальтузианский тезис об ограниченности ресурсов начинает активно использоваться сторонниками движения в защиту окружающей среды. Как пишут Дерошер и Хоффбауэр: «Вероятно, справедливо будет сказать … что только после публикации Книги Осборна и Фогта в 1948 году мальтузианское возрождение охватило значительную часть американского населения».

## Влияние на политику
Мальтузианцы считали, что идеи милосердия к бедным, за которые ратовали сторонники патернализма тори, бесполезны, поскольку это приведёт лишь к увеличению числа бедных. Мальтузианство оказало влияние на экономическую политику вигов: примером этого может служить «Закон о внесении поправок» в «Закон о бедных» от 1834 года. Оппоненты назвали этот закон «мальтузианским законопроектом, направленным на то, чтобы заставить бедных эмигрировать, работать на более низкую заработную плату, жить на более грубую пищу», который положил начало отправке неимущих (пауперов), включая женщин, стариков и детей, на принудительные работы в работные дома, несмотря на беспорядки и поджоги.
Под влиянием идей неомальтузианства были разработаны меры по сокращению рождаемости в крупнейших азиатских странах: политика «одна семья — один ребёнок», начатая правительством Ден Сяопина в 1979 году, и аналогичная программа в Индии, начатая правительством Раджива Ганди в 1986 году (в последнем случае отменённая после его отставки).

## Мальтузианская модель экономики

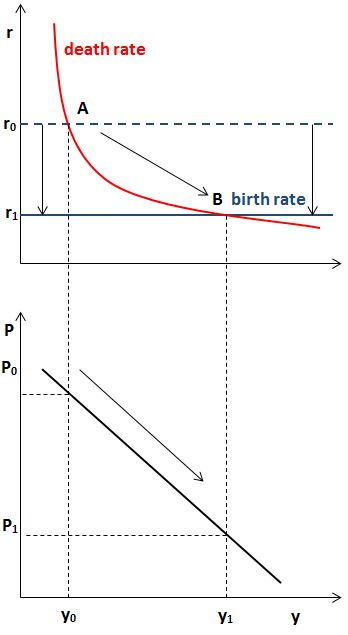
Эффект снижения рождаемости и переход к новому равновесию в мальтузианской экономике

Мальтус полагал, что население растёт в геометрической прогрессии (удваивается каждые четверть века в отсутствие войн и болезней), а ресурсы Земли ограничены (в частности, производство продуктов питания растёт в арифметической прогрессии), потому если не сдерживать рост населения, то рано или поздно их перестанет хватать на всех. Предпосылку о росте населения в геометрической прогрессии также называют мальтузианской моделью роста. Свои взгляды он иллюстрировал примерами из истории Англии, когда реальные доходы работников выросли после чумы, сократившей население в XIV веке в Европе почти наполовину, а затем, по мере того, как население постепенно восстанавливалось, доходы падали и рождаемость снижалась. Ситуация, когда рост населения опережает рост производства (чаще всего сельскохозяйственного в доиндустриальной экономике из-за ограниченности площадей и плодородности пахотных земель), называется мальтузианской ловушкой. В качестве мер по обеспечению благосостояния общества Мальтус предлагал различные варианты контроля рождаемости.
Представления мальтузианцев об экономике можно изобразить при помощи модели с тремя функциями, как показано на иллюстрации. Уровень рождаемости (синие линии r0, r1) считается социально детерминированной константой, не зависящей от уровня благосостояния. Уровень смертности (красная линяя) в модели зависит от уровня благосостояния. Уровень благосостояния в обществе (доход на душу населения) {\displaystyle y} отрицательно зависит от общей численности населения {\displaystyle P}. Изначально система находится в равновесии в точке A. Если властям удаётся снизить уровень рождаемости, то его начинает превышать уровень смертности, и начинается естественная убыль населения. По мере убыли населения начинает расти уровень благосостояния {\displaystyle y}, что вызывает снижение уровня смертности. В итоге система приходит в новую точку равновесия B с более низкими уровнями рождаемости и смертности, с более низкой численностью населения, но с большим доходом на душу населения.
В более сложной версии модели предполагается небольшой положительный наклон кривой уровня рождаемости, отражающий её умеренный рост при росте благосостояния (что подтверждается эмпирически в современных развитых странах). Однако с содержательной точки зрения выводы модели не меняются. Возможна также версия с отрицательным наклоном кривой рождаемости, когда рождаемость падает с ростом дохода. В этом случае возникают два равновесия, однако устойчиво только одно из них (левое), потому и в этом случае содержательные выводы модели остаются прежними.
Эта модель критикуется за логические несоответствия: по ней получается, что всё, что увеличивает смертность, должно увеличивать и благосостояние, тогда как смертность зачастую росла в результате войн, восстаний и болезней. С другой стороны всё, что смертность уменьшает, должно ухудшать благосостояние, тогда как уменьшение смертности происходит вследствие улучшения качества медицины и канализационной системы. Также модель не учитывает рост ожидаемой продолжительности жизни при увеличении благосостояния.

## Неомальтузианство
Неомальтузианством называют активное продвижение мер по контролю за рождаемостью населения для обеспечения ресурсов для нынешнего и будущих поколений. В Великобритании термин «мальтузианец» относится к членам таких организаций, как «Мальтузианская лига». Неомальтузианцы отличаются от приверженцев оригинальной теории Мальтуса в отношении к контрацепции. Мальтус, будучи набожным христианином, считал, что «самоконтроль» (воздержание) предпочтительнее искусственного контроля над рождаемостью. В некоторых выпусках своего эссе Мальтус действительно допускал, что воздержание вряд ли будет эффективным в широком масштабе, тем самым выступая за использование искусственных средств контроля над рождаемостью в качестве решения проблемы «давления» населения. Современные неомальтузианцы, как правило, больше, чем Мальтус, акцентируют внимание на ухудшении состояния окружающей среды и катастрофическом голоде, чем на бедности.
Идея о массовом внедрении средств контрацепции была изложена Анни Безант в работе «Закон народонаселения» (англ. The Law Of Population), а их практической реализацией занялись «Общество конструктивного контроля над рождаемостью и Национального прогресса» (англ. Society for Constructive Birth Control and Racial Progress), созданное Мэри Стоупс, «Американская лига контроля над рождаемостью» (англ. American Birth Control League), созданная Маргарет Сэнгер, и Ассоциация планирования семьи, созданная Сидзуэ Като. Они организовали сети специальных клиник и пропагандировали широкое распространение контрацептивов и легализацию абортов.
Усугубление международного неравенства во второй половине XX века, неудачи догоняющей модернизации в ряде густонаселённых стран «третьего мира» возродили интерес к мальтузианству среди учёных. К «неомальтузианцам» можно отнести Майкла Постана, Карло Чиполлу, представителей школы «Анналов». Они рассматривали колебания численности населения как первопричину социальных и экономических конфликтов, считая последние следствием «демографической перегрузки» (термин Фернана Броделя). Тогда же и было сформулировано понятие мальтузианской ловушки — ситуации, когда рост населения обгоняет рост производства средств существования.
Обоснованию необходимости сокращения прироста населения для решения глобальных проблем был посвящён 1-й доклад, представленный Римскому клубу, — «Пределы роста» (1972), подготовленный группой кибернетиков Массачусетского технологического института во главе с Деннисом Медоузом. Необходимость контроля над рождаемостью для выхода слаборазвитых стран из «порочного круга нищеты» отстаивал и лауреат Нобелевской премии по экономике Ян Тинберген.

## Эмпирические исследования
Исследования показывают, что уровень технологии и продуктивность земель положительно повлияли на увеличение плотности населения в период от начала нашей эры до 1500 года, но рост населения привёл к тому, что средний уровень жизни за этот продолжительный период почти не улучшился. Кроме того, отсутствовали существенные тенденции в уровне заработной платы в различных частях мира в течение очень длительного периода времени, что согласуется с мальтузианской теорией. За период с 1250 по 1800 год мальтузианская модель точно описывала динамику реальной заработной платы в Европе.
Угроза попадания в «мальтузианскую ловушку» до сих пор актуальна для многих доиндустриальных стран третьего мира с высокой рождаемостью, в основном в тропической Африке. Уменьшение младенческой и детской смертности приводит к резкому росту пропорции молодёжи в численности населения (так называемому «молодёжному бугру»). Также происходит вытеснение избыточного населения из деревни в города, где мигранты могут рассчитывать, как правило, лишь на самую низкоквалифицированную малооплачиваемую работу. Это порождает увеличение числа тех, кто недоволен своим положением. При этом в города из деревни обычно мигрирует прежде всего именно молодёжь, которая вообще наиболее склонна к радикализму и насилию. Такая ситуация создаёт «горючий материал» для всевозможных дестабилизирующих политических потрясений. Современным примером «мальтузианской ловушки» Джаред Даймонд называет геноцид в Руанде 1994 года, перенаселённой аграрной африканской стране.

## Критика
Карл Маркс и советские учёные-марксисты считали мальтузианскую теорию перенаселения человеконенавистнической. По их мнению, явления, описываемые теорией Мальтуса, не являются следствием некоего закона природы, а порождаются капиталистическими условиями производства, которые делают «избыточной» значительную часть рабочего класса, в условиях сокращения спроса, кризисов перепроизводства и роста монополий, и приводят к обнищанию пролетариата даже без роста населения. Согласно марксистской теории, относительное перенаселение (избыток рабочей силы), обнищание и рост «резервной армии» безработных являются необходимыми условиями капиталистического производства, так как создают давление на рабочих, вынуждая их продавать свою рабочую силу по сниженной цене, позволяя капиталистическому классу изымать больше прибавочной стоимости.
Во времена Мальтуса в крупных городах Европы царили антисанитарные условия и множество нищих («пауперов»), потому он полагал, что замедленный рост населения в европейских городах связан именно с бедностью и социальным расслоением:
«Нездоровость городов, в которые некоторые люди обязательно движутся, от характера их профессий, должна рассматриваться как вид нищеты, как и каждая малейшая преграда браку, с точки зрения трудности сохранения семьи.» (VI.6)
«Население растёт точно в пропорции с уменьшением страдания и пороков. Нет более верного критерия счастья и невинности людей, чем быстрота их увеличения.» (VI.6)
«Население тринадцати американских штатов до войны считалось около трёх миллионов. Позвольте спросить, почему в то же время не произошло аналогичного прироста населения Великобритании? Очевидной причиной, которую нужно назначить, является нехватка комнат и пищи, или, другими словами, нищета.» (VI.7)
В качестве примера, когда сокращение населения не приводит к росту благосостояния, Маркс приводит голод в Ирландии (1840-е годы), когда английские лендлорды, из-за падения цен на хлеб после отмены «Хлебных законов», согнали со своих земель 2 млн ирландских крестьян-арендаторов, повысив им арендную плату и отдав освободившиеся земли под пастбища для крупного рогатого скота. Около 1 млн ирландцев умерли от голода, ещё 1 млн эмигрировали в Америку, население Ирландии с 1841 по 1901 годы сократилось с 8 до 4 млн человек, но это не привело к улучшению условий жизни оставшихся ирландских крестьян.
Современные учёные считают, что подход Мальтуса, ставившего рост населения в прямую зависимость от ресурсов, оказался неверным. В первую очередь потому, что в нём не учитывался системный характер развития человеческой цивилизации. Мальтус не учитывал начавшийся в странах Западной Европы и США во второй половине XIX века демографический переход — быстрое снижение рождаемости в индустриальном обществе до уровня замещения поколений, разработку и появление новых источников ресурсов — за счёт развития техники и технологий, «зелёной революции».
Приблизительно с 1800 года концепция Мальтуса перестала соответствовать эмпирическим данным для Великобритании: там одновременно росли и производительность труда вместе с заработной платой, и население. При этом также постоянно снижалась стоимость сельскохозяйственных угодий, хотя по концепции Мальтуса она должна была расти вместе с ростом населения. Аналогичные процессы происходили и в США во 2-й половине XIX века. Такая динамика получила название устойчивое развитие, и экономисты связывали его наступление с индустриализацией, которая в Великобритании началась раньше, чем в других странах. Соответственно, задача вывода страны на траекторию устойчивого развития свелась к задаче индустриализации экономики. Как уже упоминалось, не объясняет теория Мальтуса и демографический переход, начавшийся в XIX веке в индустриальных странах Западной Европы и США. По этой теории снижение рождаемости следует за снижением доходов, однако ни в одном случае в этот период снижения доходов не наблюдалось, наоборот, они росли.
В то же время, при модернизации общества могут возникать новые социальные («постмальтузианские») ловушки. Например, несмотря на то, что рост ВВП обгонял рост населения в ходе индустриализации, промышленной революции и быстрой модернизации общества в Европе в XIX веке, в России в конце XIX века, это не помогло избежать социального недовольства из-за неравномерного распределения доходов от роста ВВП и чрезмерной эксплуатации рабочего класса («марксова ловушка»), что привело к нескольким революциям в ряде стран Европы в XIX, в России и Германии в начале XX века. При переходе от аграрного общества к урбанистическому, с модернизацией сельского хозяйства, повышением уровня медицины и снижением детской смертности, в странах Ближнего Востока, Северной Африки и Латинской Америки во второй половине XX — начале XXI века произошёл демографический взрыв, приведший к увеличению числа безработной молодёжи, ставшей катализатором и движущей силой множества гражданских войн и переворотов в этих странах («молодёжная ловушка»).

### Новые институционалисты о мальтузианской теории
Объяснение того, почему в начале XIX века сначала в Великобритании, а затем и в других странах начался устойчивый экономический рост, опровергающий концепцию Мальтуса, предложили представители новой институциональной школы в конце XX века. По их мнению, чума в XIV веке не только сократила население Англии вдвое, но и значительно ослабила институты крепостного права. Это привело к тому, что крестьяне стали оставлять у себя существенно бо́льшую долю урожая, чем ранее, что и положило начало постепенному ослаблению феодальных институтов. В XVII веке продолжительная борьба между монархами из династии Стюартов и Парламентом, который поддерживали купцы и предприниматели, завершилась победой парламента и Славной революцией. Великобритания встала на путь развития плюралистических институтов, позволяющих широким слоям общества участвовать в управлении страной и получать доходы от своих предприятий (в том числе и от патентов на изобретения). Именно это и стало причиной начала индустриализации. Аджемоглу и Робинсон приводят пример Дени Папена, создавшего работающий паровой двигатель в 1690 году, то есть почти на 80 лет раньше Джеймса Уатта, и даже построившего пароход. Однако этот пароход был уничтожен, поскольку ландграф княжества Гессен-Кассель не был заинтересован в изобретениях, могущих подорвать монополии, доход от продаж прав на которые обеспечивал его благосостояние (в данном случае — монополия гильдии лодочников на речные перевозки). Джеймс Уатт же убедил Парламент выдать ему патент на 25 лет, сделавший его богатым человеком. Потому, заключают новые институционалисты, мальтузианская теория может быть верна только для обществ, в которых бо́льшая часть доходов сконцентрирована у небольшой группы (элиты), и большинство людей не имеют стимулов к увеличению собственной производительности труда, поскольку бо́льшую часть дополнительного дохода заберёт себе элита. В плюралистическом обществе люди имеют возможность извлекать выгоду из увеличения производительности труда, и потому происходит её устойчивый рост, и увеличение населения не приводит к снижению уровня жизни.

## В произведениях культуры и искусства
Главный герой «Рождественской песни в прозе» (англ. A Christmas Carol in Prose, Being a Ghost Story of Christmas) Чарльза Диккенса Эбенезер Скрудж в своих взглядах на бедность демонстрирует приверженность мальтузианству: «Разве нет тюрем? … А работных домов? … Разве приюты и законы о призрении бедных бездействуют? <…> Если они хотят умереть — им лучше сделать это и уменьшить избыточное население».
В антиутопическом романе Олдоса Хаксли «О дивный новый мир» (англ. Brave New World) в Мировом государстве для нестерилизованных женщин обязательна контрацепция и уроки мальтузианства. Также они носят устройство, называемое «мальтузианский пояс», предназначенное для «регулирующих поставок противозачаточных средств».
В фильме Marvel «Мстители: Война бесконечности» (англ. Avengers: Infinity War) главный злодей по имени Танос руководствуется мальтузианскими взглядами на рост населения (подобные взгляды он разделяет и в комиксах).